# Arian van Eijk
Drs. Arian van Eijk (Terneuzen, 1970) beter bekend als moeder Maria de Anima Christi is een Nederlands rooms-katholiek zuster en was tot medio juli 2016 generaal-overste van de wereldwijde congregatie Dienaressen van de Heer en de Maagd van Matara.

## Levensloop
Van Eijk studeerde kunstgeschiedenis aan de Universiteit van Nijmegen en ging op 21-jarige leeftijd in het kader van het ERASMUS-programma naar Rome. Hier kreeg ze interesse voor het rooms-katholieke geloof. In december 1994 studeerde ze af. In haar studententijd was ze werkzaam bij de hulporganisatie Caritas.
In 1994 maakte Van Eijk kennis met leden van de in 1984, door de Argentijn Carlos Miguel Buela, gestichte Religieuze Familie van het Mensgeworden Woord. Haar interesse werd zo groot dat ze naar Argentinië vertrok. In het Argentijnse San Rafael, trad ze onder de naam Maria Anima Christi toe tot de Dienaressen van de Heer en de Maagd van Matara, de in 1988 gestichte vrouwelijke tak van de congregatie. Reeds vier jaar later werd ze, mede op grond van haar talenkennis en diplomatiek talent, op 28-jarige leeftijd gekozen tot generaal-overste van de congregatie.
In de functie van generaal-overste bezocht en coördineerde zuster Maria de Anima Christi de missies die de ruim 1000 dienaressen in 33 landen uitvoeren. Het generalaat van de dienaressen bevindt zich in Rome.
Op 4 juli 2016 werd haar opvolgster gekozen, Zr. María Corredentora Rodríguez. Op 18 juli van datzelfde jaar werd bekendgemaakt dat Zr. Anima tot Provinciaal Overste van de Dienaressen van de Heer en de Maagd van Matara in Rusland is benoemd.

## Publicaties
Sinds 2006 verzorgt ze columns in het Katholiek Nieuwsblad. Een deel van deze columns is in 2011 gebundeld in het boek Zaden van het Woord en in 2013 in het boek Sporen van Liefde.